# Henry C. Morrow

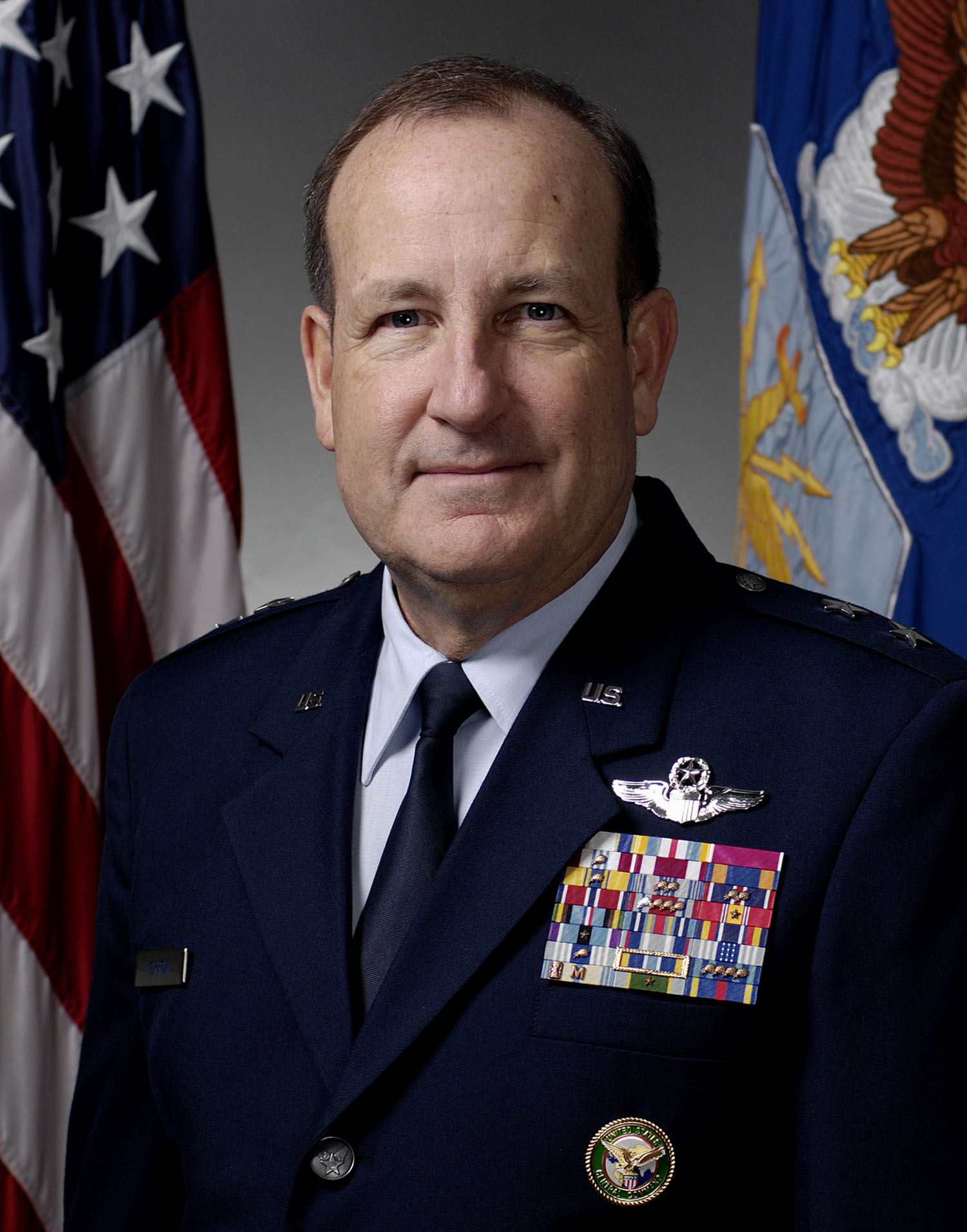
Henry C. Morrow (2010)

Henry C. Morrow (* um 1955 in Atlanta, Fulton County, Georgia) ist ein pensionierter Generalmajor der United States Air Force. Er war unter anderem Kommandeur der 1. Luftflotte (First Air Force).
Er wurde in Atlanta geboren, wuchs aber in Columbia in South Carolina auf, wo er die öffentlichen Schulen besuchte. Über das ROTC-Programm der Clemson University gelangte er im Jahr 1977 in das Offizierskorps des United States Air Force. In dieser durchlief er anschließend alle Offiziersränge vom Leutnant bis zum Zwei-Sterne-General.
Im Lauf seiner militärischen Karriere absolvierte er verschiedene Kurse und Schulungen. Dazu gehörten unter anderem eine Ausbildung zum Kampfpiloten und weitere Fortbildungskurse als Pilot neuer Flugzeugtypen; die Squadron Officer School auf der Maxwell Air Force Base in Alabama; die Embry-Riddle Aeronautical University; die USAF Fighter Weapons Instructor School auf der Nellis Air Force Base in Nevada sowie das Air Command and Staff College und das Air War College, beide über Fernkurse. Im weiteren Verlauf belegte er den Combined Force Air Component Commander Course auf der Maxwell AFB; den Space Operations Executive Course in Colorado Springs; den Joint Task Force Commander Course in Suffolk in Virginia; den Joint Flag Officer Warfighting Course, der wieder auf der Maxwell AFB stattfand, und den Security Assistance Management Executive Course auf der Wright-Patterson Air Force Base in Ohio. Außerdem erhielt er einen akademischen Grad von der Harvard Kennedy School.
In seinen frühen Jahren als Offizier der Luftwaffe war er auf verschiedenen Stützpunkten stationiert. Dabei war er als Pilot, Flugausbilder oder Stabsoffizier bei unterschiedlichen Einheiten tätig. Dazwischen absolvierte er die erwähnten Schulungen. Zwischen Dezember 1979 und Dezember 1981 war er als Ausbildungspilot auf dem britischen Luftwaffenstützpunkt Lakenheat in England stationiert. Eine weitere Auslandsversetzung führte ihn zwischen Mai 1982 und Dezember 1984 auf die Hahn Air Base in Deutschland, wo er beim 50. Taktischen Kampfgeschwader unter anderem ebenfalls als Ausbildungspilot tätig war.
Nach seiner Rückkehr in die Vereinigten Staaten setze er seine Offizierslaufbahn an verschiedenen Standorten und Funktionen fort. Zwischen November 1995 und April 1997 kommandierte er als Oberstleutnant auf der Kelly Air Force Base in Texas die 182. Kampfstaffel (182nd Fighter Squadron). Danach übernahm er auf dem gleichen Stützpunkt das Kommando über die 149th Operations Group, das er bis zum Oktober 1998 innehatte.
Anschließend wurde er zur Texas National Guard versetzt. Im Hauptquartier von deren Luftstreitkräften (Texas Air National Guard) in Camp Mabry leitete er zwischen Oktober 1998 und Juni 1999 die Stabsabteilung für Operationen. Es folgte eine Versetzung zum Ellington Field, ebenfalls im Bundesstaat Texas. Zwischen Juni 1999 und Februar 2000 war Henry Morrow dort stellvertretender Kommandeur des 147. Kampfgeschwaders (147th Fighter Wing). Danach übernahm er auf der Lackland Air Force Base wiederum in Texas das Kommando über das 149. Kampfgeschwader (149th Fighter Wing), das er bis zum März 2002 innehatte.
Seine nächste Mission führte Morrow nach Frankfort in Kentucky. Dort war er zwischen März 2002 und August 2003 Stabschef der Luftstreitkräfte der Kentucky National Guard. Anschließend wurde er zu den Luftstreitkräften des United States Central Commands versetzt. Dort leitete er bis zum Dezember 2003 die Abteilung für gemeinsame Operationen (Director, Combined Air Operations Center) für den Nahen Osten. Es folgte eine Rückkehr nach Frankfort in Kentucky zum Stab der Nationalgarde dieses Staates. Zwischen November 2003 und April 2004 war er stellvertretender Generaladjutant der Lufteinheiten (Assistant Adjutant General – Air) und Leiter der Stabsabteilung für Operationen der gesamten Nationalgarde (Joint Force Headquarters-Kentucky) von Kentucky.
Zwischen Mai und Oktober 2004 bekleidete Morrow jeweils für kurze Zeit einige Stellen als Stabsoffizier, zuletzt wieder bei der Nationalgarde von Kentucky. In den Monaten Juli und August 2004 war er auch kurzzeitig stellvertretender Kommandeur der 1. Luftflotte. Im Oktober 2004 wurde er zur Peterson Air Force Base in Colorado beordert. Dort gehörte er bis zum Oktober 2006 als mobilization assistant to the Commander dem Stab des North American Aerospace Defense Commands (NORAD) an.
Am 1. November 2006 übernahm Henry Morrow auf der Tyndall Air Force Base in Florida das Kommando über die 1. Luftflotte die hauptsächlich aus Geschwadern verschiedener Nationalgarden besteht. Gleichzeitig kommandierte er das dortige regionale Kontrollzentrum des NORAD. Diese Aufgaben bekleidete er bis zum 12. November 2009. Sein letzter militärischer Auftrag führte ihn zur amerikanischen Botschaft in Abu Dhabi. Bis zum Jahr 2012 war er dort als Militärattaché tätig. Anschließend schied er aus dem aktiven Militärdienst aus.
Während seiner aktiven Zeit als Militärpilot absolvierte er über 3000 militärische Flugstunden auf verschiedenen Flugzeugtypen.
Nach seiner Pensionierung wurde Henry Morrow Präsident seiner Firma H.C. Morrow, LLC, die sowohl auf verschiedenen Gebieten des Handels als auch in Beraterfunktionen auf den Gebieten Verteidigung, Wissenschaft und Technologie tätig ist. Im Juli 2022 wurde er Kurator (Trustee) der Clemens University an der er einst studiert hatte.

## Daten der Beförderungen
| Abzeichen | Rang               | Jahr               |
| --------- | ------------------ | ------------------ |
|           | Second Lieutenant  | 22. Dezember 1977  |
|           | First Lieutenant   | 14. Mai 1980       |
|           | Captain            | 14. Mai 1982       |
|           | Major              | 26. September 1991 |
|           | Lieutenant Colonel | 15. Oktober 1995   |
|           | Colonel            | 30. Juli 1999      |
|           | Brigadier General  | 23. Juni 2003      |
|           | Major General      | 29. Juli 2005      |

## Orden und Auszeichnungen
Henry Morrow erhielt im Lauf seiner militärischen Laufbahn unter anderem folgende Auszeichnungen:
- Air Force Distinguished Service Medal
- Defense Superior Service Medal
- Legion of Merit
- Defense Meritorious Service Medal
- Meritorious Service Medal
- Air Medal
- Air Force Commendation Medal
- Air Force Achievement Medal
- Air Force Outstanding Unit Award
- Air Force Organizational Excellence Award
- Combat Readiness Medal
- National Defense Service Medal
- Global War on Terrorism Expeditionary Medal
- Global War on Terrorism Service Medal
- Humanitarian Service Medal
- Air and Space Campaign Medal
- Air Force Longevity Service Award
- Armed Forces Reserve Medal
- Kentucky Distinguished Service Medal
- Louisiana Cross of Merit
- Texas Lone Star Distinguished Service Medal
- Texas Medal of Merit